# Adler-Apotheke (Nordhorn)

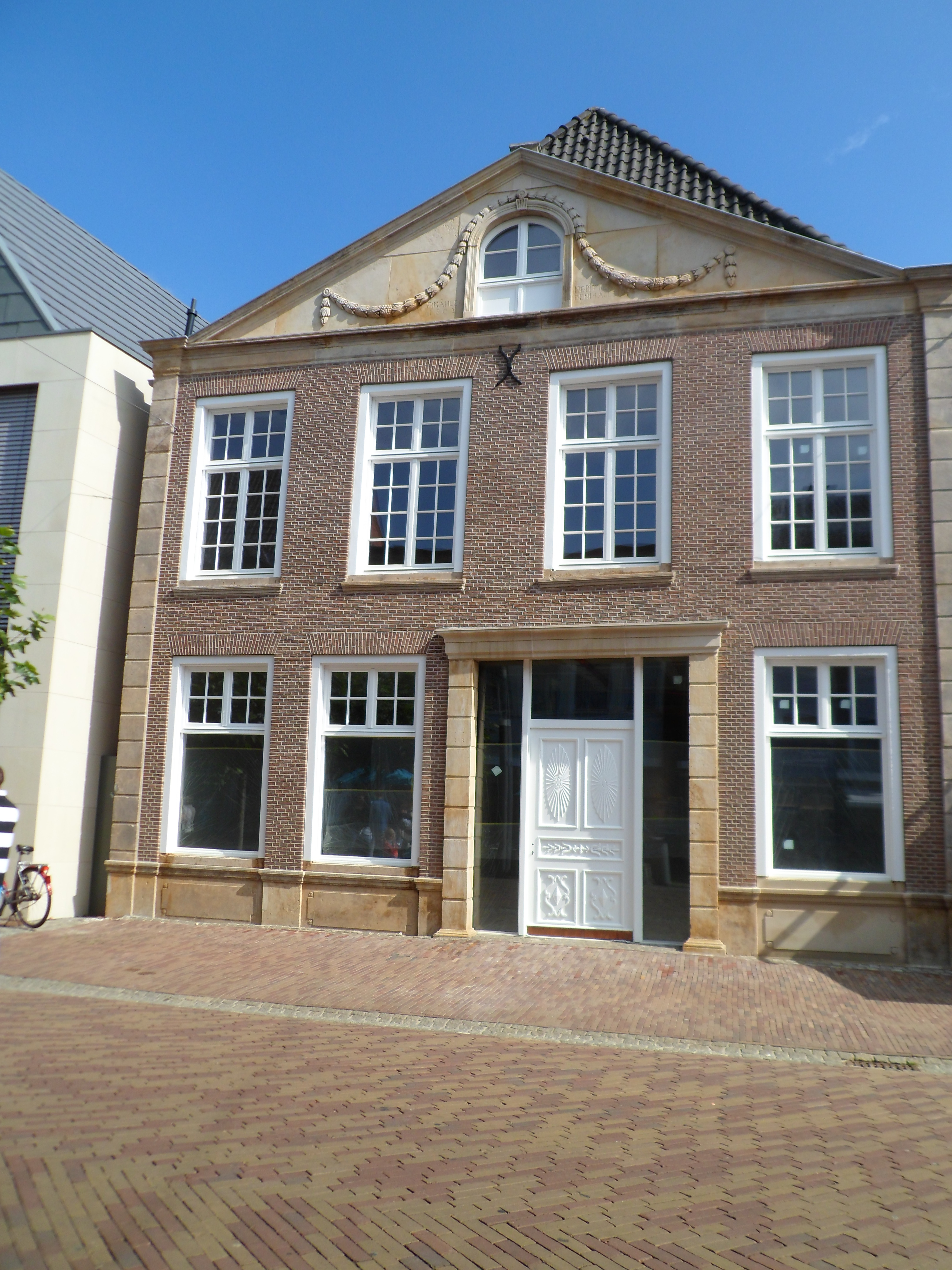
Adler-Apotheke, nach ihrer Restaurierung September 2013

Das als Adler-Apotheke bekannt gewordene Wohn- und Geschäftshaus ist das älteste erhaltene Gebäude der Hauptstraße in Nordhorn. Es wurde 1783 als Bürgerhaus erbaut und von 1844 bis 2012 als Apotheke genutzt. Nach einer mehrmonatigen Grundsanierung und Restaurierung wird es seit 2013 weiter als Geschäftshaus und Ladenlokal verwendet. Das Gebäude steht unter Denkmalschutz.

## Beschreibung
Das herrschaftliche Bürger- und Geschäftshaus in der Fußgängerzone an der Hauptstraße 46 wurde um 1783 von dem wohlhabenden Spediteur Friedrich Mähler als seinerzeit größtes und teuerstes Wohnhaus in Nordhorn erbaut.
Das zweigeschossige Gebäude weist rote Verblender und ein Sandsteinportal auf.
Im Inneren war der Boden im Erdgeschoss mit Fußboden-Eichenbohlen ausgelegt und eine massive, reich verzierte Eichenholztreppe führte in die obere Etage.
Als Mähler, der während der Blütezeit der Vechteschifffahrt zu Wohlstand gelangt war, 1844 Konkurs ging, verkaufte er das Anwesen für 7.700 Gulden an den Chemiefabrikanten und früheren Nordhorner Bürgermeister Ernst Firnhaber. Er baute das Erdgeschoss des Bürgerhauses zu Geschäftsräumen um, wo er die erste Apotheke der Stadt eröffnete, nannte sie Adler-Apotheke und führte sie bis zu seinem Tod 1872. Anschließend übernahm sein Sohn, später sein Enkel, bis 1897 den Betrieb. 1905 erwarb Eduard Zimpel aus Peine das Anwesen von der Familie Firnhaber, ließ sich mit seiner Familie in Nordhorn nieder und führte die Apotheke weiter. In der Folge wurden Haus und Ladengeschäft mehrfach umgebaut, renoviert und verändert. Das Anwesen blieb bis 2011 in Familienbesitze, bis Hans-Gerd Scholand, der Enkel Zimpels, die Adler-Apotheke als damals älteste Apotheke der Stadt und eine der ältesten der Grafschaft Bentheim aus Altersgründen schloss. Das Gebäude veräußerte er an eine Projektentwicklungsgesellschaft, die bereits das Nachbarhaus (Hauptstraße 48) erworben hatte.
2013 wurde die Adler-Apotheke einer grundlegenden Sanierung und Restaurierung bei weitgehender Wiederherstellung des historischen Originalzustands unterzogen. Nach Fertigstellung der Arbeiten wird im Gebäude wieder ein Ladengeschäft betrieben.

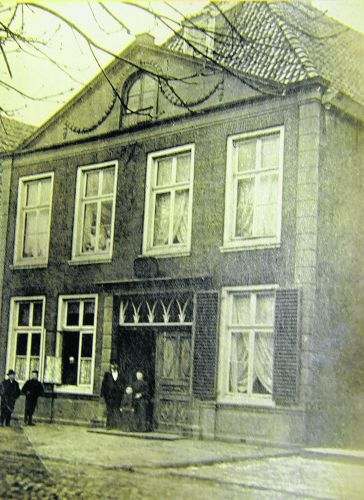
Haus Hauptstraße 46, vor dem Umbau zur Apotheke (1844)
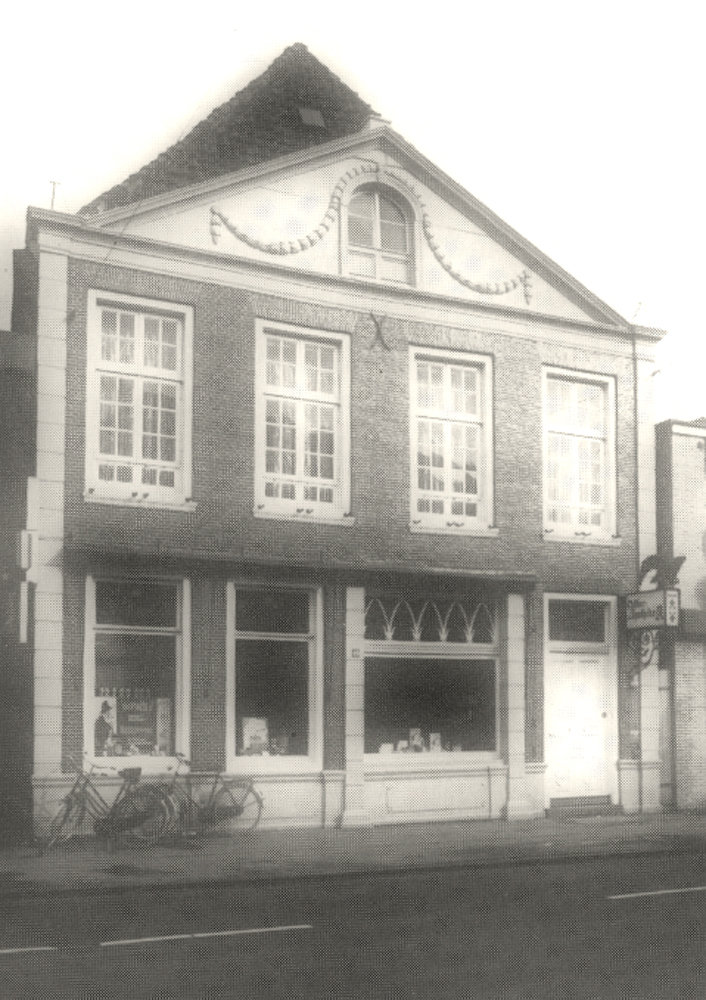
Adler-Apotheke um 1923
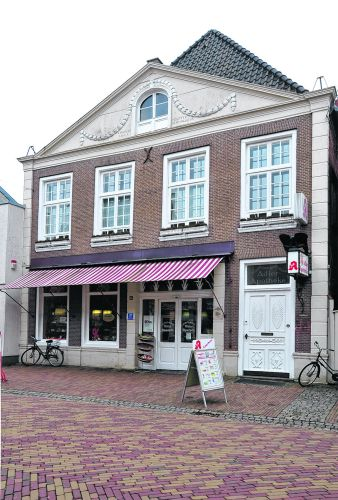
Adler-Apotheke, kurz vor Beendigung des Geschäftsbetriebs 2012